# Klerofašizam
Klerofašizam složenica koja je nastala spajanjem riječi: kler (duhovni stalež) i fašizam - kler + o + fašizam i izraz se koristi kako bi se opisale organizacije i pokreti koji spajaju religijske elemente s fašizmom (ili općenito s ekstemnom desnicom). Klerofašizam također može označavati podršku religijskih organizacija fašizmu, ili fašistički režim u kojem duhovni stalež (kler) ima vodeću ili važnu ulogu.

## Uporaba
Brojni lijevi, centristički i umjereno desno nastrojeni intelektualci u zapadnim demokracijama često koriste pojam označavajući spregu crkve i izrazito desnih stajališta u društvu.
Sam je pojam vrlo star, gotovo koliko i sam fašizam, a korišten je pri političkoj identifikaciji brojnih pokreta, stranaka i organizacija katoličkog tipa s fašističkom politikom Benita Mussolinija.
Unatoč činjenici kako su u npr. Španjolskom građanskom ratu brojne vjerske organizacije direktno podupirali stranu.
u Socijalističkoj Federativnoj Republici Jugoslaviji ova se pogrdna kovanica ponekad rabila za političku diskvalifikaciju osoba, pokreta i događaja sklonih desnici, a suprotnih vladajućoj ideologiji.
Međutim, postoje i oni koji se protive pojmu kao Hrvoje Šošić. Konstrukcija riječi klerofašizam povezuje po Hrvoju Šošiću riječi s različitim vrijednosnim sustavima i čini ju besmislicom.
Po Hrvoju Šošiću u povijesnoj laži o "klerofašizmu" istom se riječju ocrnjivalo papu Pija XII.